# Jim Gordon (musicista)
James Beck Gordon, detto Jim (Los Angeles, 14 luglio 1945 – Vacaville, 13 marzo 2023), è stato un batterista statunitense, attivo negli anni sessanta e settanta. Nel 1983 viene arrestato per l'omicidio della madre, dovuto a una forma acuta di schizofrenia.

## Biografia
James Beck Gordon è stato un famoso batterista da studio dalla fine degli anni sessanta agli anni settanta ed è stato anche il batterista del supergruppo blues Derek and the Dominos. Nel 1983 in un momento di follia dovuta a una mai diagnosticata schizofrenia uccise sua madre e venne condannato a 16 anni di carcere.

### Carriera
Gordon è cresciuto nella San Fernando Valley di Los Angeles e ha frequentato la Grant High School. Nel 1963, a 17 anni, rinunciò poi a una borsa di studio alla UCLA per poter cominciare la sua carriera professionale, accompagnando gli Everly Brothers. Con il tempo divenne il più ricercato batterista da studio di registrazione di Los Angeles. Sotto l'ala protettrice di Hal Blaine, Gordon suonò in molte importanti registrazioni degli anni sessanta, fra le quali l'album Pet Sounds dei Beach Boys del 1966; Gene Clark with the Gosdin Brothers, di Gene Clark del 1967; The Notorious Byrd Brothers dei Byrds del 1968 e il grande successo Classical Gas di Mason Williams del 1968. All'apice della sua carriera, secondo quanto riferito, Gordon era un session man così impegnato che prendeva ogni giorno il volo Las Vegas-Los Angeles per due o tre sessioni di registrazione per poi ritornare a Las Vegas in tempo per il concerto serale al Caesars Palace.
Nel 1969 e 1970, Gordon era in tour con il gruppo di Delaney & Bonnie, del quale faceva parte Eric Clapton. Clapton, successivamente scritturò la sezione ritmica del gruppo: Gordon (batterista), Carl Radle (bassista), Bobby Whitlock (tastierista, cantante, compositore) che diedero vita a una nuova band, poi chiamata Derek and the Dominos. Il primo lavoro in studio avvenne nel 1970, suonando nel disco triplo di George Harrison All Things Must Pass.
Nel 1970, Gordon suonò poi nel disco doppio dei Derek and the Dominos Layla and Other Assorted Love Songs, contribuendo, oltre che per la batteria, anche per la malinconica coda di piano della canzone Layla. Molti anni dopo Whitlock svelò che la coda, in realtà non fu scritta da Gordon: "Jim prese la melodia della coda da Rita Coolidge, sua ex-fidanzata. Lo so perché all'epoca di Delaney & Bonnie vivevo nella vecchia casa di proprietà di John Garfield sulle colline di Hollywood e c'era una pensione con un piano verticale. Rita e Jim soggiornavano in quella pensione e mi chiesero di aiutarli a comporre una canzone chiamata Time; fu poi sua sorella Priscilla che la registro insieme a Booker T. Jones. Jim prese la melodia dalla canzone di Rita e non le pagò mai i diritti per averla scritta. Il suo ragazzo gliel'aveva strappata di mano, Graham Nash (anche lui usciva con la Coolidge) convalidò l'affermazione di Whitlock nel suo libro di memorie. Time di Priscilla Coolidge e Booker T. non uscì però fino al 1973, nel loro album Chronicles.
Lui suonò con il gruppo nei successivi tour negli Stati Uniti e nel Regno Unito. Il gruppo si sciolse però prima della fine delle registrazioni del secondo album.
Nel 1970 Gordon fece parte del tour dei Joe Cocker's Mad Dogs & Englishmen e suonò nell'album Alone Together di Dave Mason. Nel 1971 era in tournée con i Traffic e appariva in due loro album, tra i quali The Low Spark of High Heeled Boys. Lo stesso anno suonò nell'album Nilsson Schmilsson di Harry Nilsson, fornendo un assolo di batteria nel brano Jump into the Fire.
Gordon era il batterista dell'album Bongo Rock della Incredible Bongo Band, uscito nel 1972 e il suo accompagnamento della versione dell'LP è stato spesso campionato dai musicisti rap. Nel 1972, Gordon fece parte anche della "Grand Wazoo", big band di Frank Zappa di 20 elementi e la successiva "Petit Wazoo", band di 10 elementi. Forse la sua registrazione con Zappa, più famosa è il brano che dà il titolo all'album Apostrophe del 1974 una jam session con Zappa, più Tony Duran alle chitarre e Jack Bruce al basso, per la quale sia Gordon che Bruce ricevettero i diritti d'autore (Zappa, quando presentava sul palco Gordon lo chiamava 'Skippy' (saltellante) per via del suo aspetto giovanile).
Nel 1973 Gordon suonò nell'album di Johnny Rivers 'Blue Suede Shoes', e andò in tour con lo stesso Rivers nel 1974, comparendo anche nel disco Last Boogie In Paris registrato dal vivo a Parigi. Sempre nel 1974 Gordon suonò in molti brani di Pretzel Logic degli Steely Dan, compreso il singolo Rikki Don't Lose That Number. Lavorò poi con Chris Hillman dei Byrds come batterista nella Souther–Hillman–Furay Band dal 1973 al 1975. Suonò anche in tre brani dell'album del 1976 "Alice Goes To Hell" di Alice Cooper.

### Salute mentale e omicidio della madre
Gordon sviluppò la sua schizofrenia cominciando a sentire delle voci, anche quella di sua madre, che lo costrinse a smettere di mangiare e gli impedì di dormire, rilassarsi o suonare la batteria. All'inizio del 1970, mentre era in tour con Joe Cocker, pare che Gordon, nella hall di un hotel, prese a pugni la sua fidanzata dell'epoca, Rita Coolidge, mettendo fine di fatto alla loro relazione.
Il 3 giugno 1983, con un martello aggredì la madre di 72 anni, Osa Marie Gordon, prima di ucciderla con un coltello da macellaio; dichiarò che una voce gli aveva ordinato di ucciderla.
Soltanto dopo il suo arresto per omicidio, a Gordon venne diagnosticata la schizofrenia. Al processo, la Corte accettò la sua diagnosi di schizofrenia acuta, ma non permise di usare l'infermità mentale per accorciare di pena a causa del cambio nella legge della California dovuto alla riforma sulla infermità mentale.
Il 10 luglio 1984, Gordon venne condannato a 16 anni di carcere. Nel 1991 cominciò ad avere diritto alla libertà vigilata, ma questa gli venne rifiutata molte volte. In un'udienza del 2005, Gordon sostenne che sua madre fosse ancora viva. Nel 2014 si rifiutò di comparire a un'udienza e la libertà vigilata gli fu negata almeno fino al 2018. All'udienza, un vice procuratore distrettuale di Los Angeles dichiarò che Gordon era ancora "gravemente incapace psicologicamente" e che era "un pericolo quando non faceva le cure prescrittegli". Nel novembre del 2017, a Gordon venne nuovamente diagnosticata la schizofrenia. Il 7 marzo 2018, per la decima volta gli venne negata la libertà vigilata, come anche per la sua successiva richiesta nel marzo del 2021. Come nel 2018, stava scontando la sua pena nella California Medical Facility, una prigione medica e psichiatrica a Vacaville in California.
Gordon è morto in prigione il 13 marzo 2023, all'età di 77 anni.

## Discografia parziale

### The Mike Post Coalition
- 1969 - Fused

### Derek and the Dominos
- 1970 - Layla and Other Assorted Love Songs

### Traffic
- 1971 - The Low Spark of High Heeled Boys

### Manassas
- 1974 - Pieces